# 人生大事
《人生大事》（英語：Lighting Up The Stars）是一部2022年中国剧情文艺片，影片由刘江江执导，韩延监制，朱一龙领衔主演，杨恩又特别介绍出演，王戈特邀主演，刘陆、罗京民主演。该片讲述刑满释放的殡葬师三哥在一次出殡中遇见了孤儿武小文，意外地改变了三哥对职业和生活态度的故事。
影片剧本于2019年9月26日入围第三届平遥国际电影展“平遥创投”单元，2020年3月获准立项。2021年4月底演员进组筹备，2021年5月27日在湖北省武汉市正式开机，8月1日杀青。2022年6月24日在中国大陆正式上映。影片成本不超過六千万人民币，收获票房17.12亿人民币，票房成绩位列2022年中国电影票房第4名。电影荣获第35届中国电影金鸡奖七项提名，及最佳男主角、最佳导演处女作两个奖项。

## 剧情簡介
殡葬师莫三妹（朱一龙饰）在刑满释放不久后的一次出殡中，遇到了孤儿武小文（杨恩又饰），小文就此纠缠上了莫三妹，这给本就麻烦沾身的莫三妹带来了一系列生活难题，一番番啼笑离合之后，这对混迹于殡葬行业的特殊父女碰撞出奇妙的情谊，也改变了莫三妹对职业和生活的态度。

## 演员列表

### 主要演员
| 演员   | 角色   | 角色介绍 | 角色判词                                     | 备注     |
| ------ | ------ | --- | -------------------------------------------- | -------- |
| 朱一龙 | 莫三妹 | 坐过牢，胸无大志，一直被父亲嫌弃。武小文的闯入，逐渐点燃了他心中被需求的渴望。他成长为一名合格的父亲，开始正规经营“上天堂”殡葬店。                                 | 见义勇为泥罗汉，逢阵必输纸将军。             | 领衔主演 |
| 杨恩又 | 武小文 | 她既天真可爱又倔强懂事，梳着哪吒头，一口的四川方言。亲眼看着丧葬店老板带走外婆，小小年纪就失去外婆的她，慢慢开始理解死亡。                                         | 无法无天机灵鬼，有情有义欢喜虫。             | 特别介绍 |
| 王戈   | 王建仁 | 殡葬师，辅助三哥莫三妹经营的上天堂殡葬店。他就像管家，操持着上天堂大小的杂务事，包括寿衣，都是他去做。武小文出现后，他又像妈妈般，帮小文扎辫子，照顾她的饮食起居。 | 人怂志短萌李逵，外焦里嫩巧张飞。             | 特邀主演 |
| 刘陆   | 银白雪 | 原本在话剧团工作，但话剧团倒闭后就失业了。因缘际会到了上天堂殡葬店，负责出殡时吹唢呐的工作，与三哥、王建仁、武小文四人在温暖市井生活中，成为了非血缘关系的一家人。 | 唢呐一曲惊天地，烈酒半壶泣鬼神。             | 主演     |
| 罗京民 | 老莫   | “上天堂”殡葬店前老板，莫三妹父亲。 | 渡尽劫波残灯半盏，看破生死老枪一条。         | 主演     |
| 郑卫莉 | 莫大姐 | 莫三妹的大姐 | 苦口婆心孝女似玉，当头棒喝长姐如山           |          |
| 吴倩   | 熙熙   | 莫三妹前女友，她还没与莫三妹分手，就和六哥在一起。莫三妹为她和六哥打架而入狱，出狱时她却已经结婚。她婚后不久，老公就出车祸死了，想让莫三妹帮忙整理遗容。           | 小桥流水情绵绵，大浪淘沙泪汪汪               | 亲情出演 |
| 陈创   | 武舅舅 | 武小文舅舅，妻管严 | 小男人软萌萌有心无力，粑耳朵委屈屈进退两难。 | 特别出演 |
| 李春嫒 | 武海菲 | 武小文生母 | 倦鸟归林迷且知返，浪女回头从心而动           | 友情出演 |

### 其他演員
- 周丹  飾： 武小文的舅媽，極度厭棄丈夫的窩囊，不願花費去收養其婆家親戚的小孩。
- 王愛芝 飾： 武小文的外婆，本名：古秀蓉。於64多歲逝世，獨留下親孫女於世。
- 小愛（特別出演） 飾： 大賈。
- 倪青 飾： 大賈的妻子。
- 陳羽琪 飾： 大賈的女兒。

## 電影原声帶
| 曲序 | 曲目                       |        | 作曲             | 编曲               | 演唱           |
| ---- | -------------------------- | ------ | ---------------- | ------------------ | -------------- |
| 1.   | 《上天堂》（宣傳曲）       | 梁龍   | 梁龍             | 二手玫瑰樂隊、宋楠 | 二手玫瑰樂隊   |
| 2.   | 《人生大事》（主題曲）     | 趙照   | 趙照             | 趙照               | 趙照           |
| 3.   | 《种星星的人》（片尾曲）   | 李叔同 | John Pond Ordway | 趙照               | 朱一龙、杨恩又 |
| 4.   | 《尋兒記－年复年》（插曲） |        |                  |                    | 張巧珍         |
| 5.   | 《人間喜事》（插曲）       | 夏小之 | 王娜娜           | 王娜娜             | 夏小之         |

## 制作

### 剧本创作
《人生大事》是导演刘江江的首部长片作品，他也是影片的编剧。此前，他在河北广电工作了十年，拍摄栏目剧《村里这点事》，栏目停播后，开始写电影剧本。2019年初春开始动笔本片剧本。2019年9月26日，剧本（原名《上天堂》，后更名《人生大事》）入围第三届平遥国际电影展创投单元，得到了业界的关注。故事的灵感来自于刘江江的所见所闻，他的家族中有两位亲人都从事殡葬行业。在作者自述中，刘江江提到，他的大伯是做得一手好棺材的木匠；二爷则操持着村里的大小白事。中国葬礼仪式向来被诟病繁琐，在刘江江看来，繁琐仪式的背后却有浪漫与深情，那些在葬礼上奔走忙碌的人，正如他的二爷和大伯，不该被忽略。

### 项目开发
2019年底，联瑞影业、横店影业共同提交了项目备案，经修改后于2020年3月批准同意拍摄，项目立案号为「影剧备字[2019]第11151号」。
监制韩延加入主创团队后，则对剧本与人物关系进行了指导与调整，并对选景和置景提出了建议，在构建环境、塑造人物情感上都力求真实的质感。
电影剧本和拍摄得到了2021年上海文化發展基金會《市重大文藝創作》的資助。

### 选角和拍摄
2021年4月底，该片演员提前一个月进组筹备。朱一龙在筹备期间去了真正的殡仪馆体验生活，跟殡葬师学习讨论殡葬知识，还为这一角色注入了不少自己设计的动作与细节，加上此次前所未见的寸头造型和一口地道的武汉方言，最终将“三哥”这个人物生动地呈现在观众面前。
影片于2021年5月27日在湖北省武汉市正式开机，8月1日杀青。在拍摄期间，朱一龙为了帮助又又保持角色状态且演戏时不会有割裂感，在生活中对她的态度也尽量像三哥一样，戏里戏外都默契十足。

## 发行
影片原计划于2022年清明节（4月2日）期间上映，后受疫情影响，推迟到暑期上映。改於6月24日全國上映，上映7日，票房紀錄就已突破5億。截至8月18日17:56，票房累计破17亿，观影人次累计4223.7万，暂居2022年电影票房总榜第四位。

### 重要映前宣传
- 2021年5月27日，该片开机并发布概念海报；
- 12月1日，该片发布定档海报，定档2022年清明节；
- 2022年3月8日，该片发布“愿星入梦”特辑[19]；
- 3月9日，该片发布一组角色海报，主题为“人生大事里都是市井小人物”[9]；
- 3月10日，该片发布了电影宣传曲《上天堂》MV[20]；
- 3月16日，该片发布“我是三哥”特辑[21]；
- 3月20日，该片在石家庄等城市进行点映；
- 3月25日，该片宣布因疫情原因延期上映，新档期待定；
- 6月8日，该片发布定档海报，正式宣布将于6月24日在全国上映，6月19日、6月23日超前点映；
- 6月9日，该片发布了由音乐人赵照作词作曲并献唱的电影同名主题曲《人生大事》MV[22]；
- 6月12日，该片在武汉举行路演。路演现场朱一龙弹唱了电影同名主题曲《人生大事》[4]；
- 6月16日，该片发布由朱一龙携手杨恩又演唱的片尾曲《种星星的人》MV温暖上线[23]；
- 6月20日，该片发布“文姐”特辑[24] ；
- 6月22日，该片发布终极预告[25]；
- 6月23日，该片发布创作特辑[26]

### 院线上映及票房
| 日期       | 地区             | 票房              |
| ---------- | ---------------- | ----------------- |
| 2022-06-24 | 中国大陆         | CN¥ 1,712,481,300 |
| 2022-08-04 | 澳大利亚、新西兰 | US$49,068         |
| 2022-08-05 | 美国、加拿大     | Unknown           |

### 网络流媒体
| 日期       | 网络平台                                 | 地区                                                               | 备注                                                                                  |
| ---------- | ---------------------------------------- | ------------------------------------------------------------------ | ------------------------------------------------------------------------------------- |
| 2022-08-26 | 爱奇艺、优酷、腾讯视频、芒果TV、西瓜视频 | 中国大陆                                                           |                                                                                       |
| 2022-09-24 | Netflix                                  | 台湾、香港、越南、印度、日本、马来西亚、菲律宾、新加坡、韩国、泰国 | Netflix官方周榜记录：台湾-6周；香港-3周、越南-3周、马来西亚-1周、新加坡-1周、泰国-1周 |

## 奖项
| 日期           | 颁奖方                                                     | 奖项                        | 获奖方               | 结果 |
| -------------- | ---------------------------------------------------------- | --------------------------- | -------------------- | ---- |
| 2022年8月14日  | 2022微博电影之夜                                           | 年度最受欢迎影片            | 人生大事             | 獲獎 |
| 2022年8月14日  | 2022微博电影之夜                                           | 年度推荐电影                | 人生大事             | 獲獎 |
| 2022年11月12日 | 第35届中国电影金鸡奖                                       | 最佳故事片                  | 人生大事             | 提名 |
| 2022年11月12日 | 第35届中国电影金鸡奖                                       | 最佳导演处女作              | 刘江江               | 獲獎 |
| 2022年11月12日 | 第35届中国电影金鸡奖                                       | 最佳男主角                  | 朱一龙               | 獲獎 |
| 2022年11月12日 | 第35届中国电影金鸡奖                                       | 最佳女主角                  | 杨恩又               | 提名 |
| 2022年11月12日 | 第35届中国电影金鸡奖                                       | 最佳摄影                    | 赵昱清               | 提名 |
| 2022年11月12日 | 第35届中国电影金鸡奖                                       | 最佳录音                    | 王钢、刘晓莎         | 提名 |
| 2022年11月12日 | 第35届中国电影金鸡奖                                       | 最佳剪辑                    | 朱琳、魏永、高琼嘉丽 | 提名 |
| 2022年12月10日 | 2022豆瓣电影票房小组金胶片奖                               | 最受欢迎影片                | 人生大事             | 獲獎 |
| 2022年12月10日 | 2022豆瓣电影票房小组金胶片奖                               | 最受欢迎女演员              | 杨恩又               | 獲獎 |
| 2022年12月15日 | FIRST惊喜影展：2022类型电影年度观察                        | 惊喜黑马影片                | 人生大事             | TOP3 |
| 2022年12月15日 | FIRST惊喜影展：2022类型电影年度观察                        | 惊喜导演                    | 刘江江               | TOP4 |
| 2022年12月15日 | FIRST惊喜影展：2022类型电影年度观察                        | 惊喜编剧                    | 刘江江               | TOP4 |
| 2022年12月15日 | FIRST惊喜影展：2022类型电影年度观察                        | 惊喜演员                    | 朱一龙               | TOP1 |
| 2022年12月15日 | FIRST惊喜影展：2022类型电影年度观察                        | 惊喜演员                    | 杨恩又               | TOP8 |
| 2022年12月27日 | 豆瓣2022年度电影榜单                                       | 评分最高华语电影            | 人生大事             | TOP7 |
| 2022年12月27日 | 豆瓣2022年度电影榜单                                       | 年度最受关注演员            | 朱一龙               | 獲獎 |
| 2022年12月27日 | 新周刊2022中国年度新锐榜                                   | 年度电影                    | 人生大事             | 獲獎 |
| 2022年12月27日 | 2022知乎年度高分榜单                                       | 年度高分华语电影            | 人生大事             | 89%  |
| 2022年12月27日 | 2022知乎年度影人                                           |                             | 刘江江               | 獲獎 |
| 2022年12月27日 | 2022知乎年度影人                                           |                             | 朱一龙               | 獲獎 |
| 2022年12月28日 | 第三届光影中国荣誉盛典                                     | 年度荣誉推介编剧            | 刘江江、宇敏         | 獲獎 |
| 2022年12月28日 | 第三届光影中国荣誉盛典                                     | 年度媒体关注男演员          | 朱一龙               | 獲獎 |
| 2022年12月28日 | 第三届光影中国荣誉盛典                                     | 年度媒体关注电影            | 人生大事             | 獲獎 |
| 2022年12月28日 | 第三届光影中国荣誉盛典                                     | 年度荣誉推介新人演员        | 杨恩又               | 提名 |
| 2023年1月2日   | 第三届金榆花奖-2022年华语电影大奖                          | 最佳影片                    | 人生大事             | 獲獎 |
| 2023年1月2日   | 第三届金榆花奖-2022年华语电影大奖                          | 最佳男主角                  | 朱一龙               | 獲獎 |
| 2023年1月2日   | 第三届金榆花奖-2022年华语电影大奖                          | 最佳新锐影人                | 刘江江               | 獲獎 |
| 2023年1月3日   | 微博网友2022最喜爱电影评选                                 | 最喜爱电影作品              | 人生大事             | 獲獎 |
| 2023年1月3日   | 微博网友2022最喜爱电影评选                                 | 最喜爱电影角色（男性）      | 朱一龙               | 獲獎 |
| 2023年1月3日   | 微博网友2022最喜爱电影评选                                 | 最喜爱电影角色（女性）      | 杨恩又               | 獲獎 |
| 2023年1月11日  | 2022搜狐华语院线电影评选                                   | 华语院线十大佳片            | 人生大事             | TOP4 |
| 2023年1月11日  | 2022搜狐华语院线电影评选                                   | 华语院线出彩演员            | 朱一龙&杨恩又        | 獲獎 |
| 2023年1月20日  | 第六届《中国影视蓝皮书》                                   | 2022年度十大影响力电影      | 人生大事             | TOP1 |
| 2023年1月24日  | 《看电影》杂志                                             | 2022年度十佳华语电影        | 人生大事             | 獲獎 |
| 2023年3月12日  | 第16屆亞洲電影大獎                                         | 最佳新演員                  | 楊恩又               | 提名 |
| 2023年3月12日  | 第16屆亞洲電影大獎                                         | 最佳編劇                    | 劉江江、宇敏         | 提名 |
| 2023年3月12日  | 第16屆亞洲電影大獎                                         | 最佳剪接                    | 朱琳、魏永、高瓊嘉麗 | 提名 |
| 2023年3月16日  | 2022微博娱乐白皮书                                         | 2022年影片年度微博评分TOP10 | 人生大事             | TOP1 |
| 2023年3月16日  | 2022微博娱乐白皮书                                         | 2022年微博电影热度榜        | 人生大事             | TOP1 |
| 2023年3月25日  | 2022微博之夜                                               | 微博年度品质电影            | 人生大事             | 獲獎 |
| 2023年3月26日  | 第13届“中国影协杯”                                         | 年度十佳电影剧作            | 人生大事             | 獲獎 |
| 2023年3月31日  | 第36届华鼎奖                                               | 华语最佳影片                | 人生大事             | 提名 |
| 2023年3月31日  | 第36届华鼎奖                                               | 华语电影最佳男主角          | 朱一龙               | 提名 |
| 2023年3月31日  | 第36届华鼎奖                                               | 华语电影最佳女主角          | 杨恩又               | 提名 |
| 2023年4月5日   | 第30届北京国际电影节·大学生电影节                          | 最受大学生欢迎年度男演员    | 朱一龙               | 獲獎 |
| 2023年4月9日   | 第三届（东方影都影视后期）金海鸥奖                         | 杰出剪辑                    | 人生大事             | 提名 |
| 2023年5月23日  | 第19屆中國電影華表獎                                       | 優秀青年電影創作            | 《人生大事》         | 獲獎 |
| 2023年6月8日   | 2023抖音电影奇遇夜                                         | 年度影响力电影              | 人生大事             | 獲獎 |
| 2023年6月8日   | 2023抖音电影奇遇夜                                         | 年度新力量导演              | 刘江江               | 獲獎 |
| 2023年6月16日  | 第19届广州大学生电影展                                     | 大学生喜爱的导演            | 刘江江               | 提名 |
| 2023年6月16日  | 第19届广州大学生电影展                                     | 大学生喜爱的编剧            | 刘江江               | 提名 |
| 2023年6月16日  | 第19届广州大学生电影展                                     | 大学生喜爱的男主角          | 朱一龙               | 獲獎 |
| 2023年6月16日  | 第19届广州大学生电影展                                     | 大学生喜爱的女主角          | 杨恩又               | 提名 |
| 2023年6月16日  | 第19届广州大学生电影展                                     | 大学生喜爱的年度院线电影    | 人生大事             | 獲獎 |
| 2023年9月20日  | 第1届金熊猫奖                                              | 最佳导演奖                  | 刘江江               | 獲獎 |
| 2023年9月20日  | 第1届金熊猫奖                                              | 最佳男配角奖                | 罗京民               | 提名 |
| 2023年12月10日 | 第30届上海电影评论学会奖（评选范围为2021年7月至2023年8月） | 年度华语电影十佳            | 人生大事             | 獲獎 |
| 2024年6月1日   | 中国电影导演协会2022年度表彰                               | 年度影片                    | 人生大事             | 提名 |
| 2024年6月1日   | 中国电影导演协会2022年度表彰                               | 年度导演                    | 刘江江               | 提名 |
| 2024年6月1日   | 中国电影导演协会2022年度表彰                               | 年度编剧                    | 刘江江               | 提名 |
| 2024年6月1日   | 中国电影导演协会2022年度表彰                               | 年度青年导演                | 刘江江               | 提名 |
| 2024年6月1日   | 中国电影导演协会2022年度表彰                               | 年度男演员                  | 朱一龙               | 獲獎 |
| 2024年6月1日   | 中国电影导演协会2022年度表彰                               | 年度女演员                  | 杨恩又               | 提名 |
| 2024年8月4日   | 第37届大众电影百花奖                                       | 最佳影片                    | 人生大事             | 入围 |
| 2024年8月4日   | 第37届大众电影百花奖                                       | 最佳编剧                    | 刘江江               | 入围 |
| 2024年8月4日   | 第37届大众电影百花奖                                       | 最佳导演                    | 刘江江               | 入围 |
| 2024年8月4日   | 第37届大众电影百花奖                                       | 最佳男主角                  | 朱一龙               | 獲獎 |
| 2024年8月4日   | 第37届大众电影百花奖                                       | 最佳男配角                  | 王戈                 | 入围 |
| 2024年8月4日   | 第37届大众电影百花奖                                       | 最佳男配角                  | 陈创                 | 入围 |
| 2024年8月4日   | 第37届大众电影百花奖                                       | 最佳女配角                  | 刘陆                 | 入围 |
| 2024年8月4日   | 第37届大众电影百花奖                                       | 最佳女配角                  | 李春媛               | 入围 |
| 2024年8月4日   | 第37届大众电影百花奖                                       | 最佳女配角                  | 吴倩                 | 入围 |
| 2024年8月4日   | 第37届大众电影百花奖                                       | 最佳女配角                  | 郑卫莉               | 入围 |
| 2024年8月4日   | 第37届大众电影百花奖                                       | 最佳新人                    | 杨恩又               | 提名 |